# Neoplecostomus
Neoplecostomus – rodzaj słodkowodnych ryb sumokształtnych z rodziny zbrojnikowatych (Loricariidae). Typ nomenklatoryczny podrodziny Neoplecostominae. Spotykane w hodowlach akwariowych. 

## Zasięg występowania
Gatunki endemiczne Brazylii.

## Klasyfikacja
Gatunki zaliczane do tego rodzaju:
- Neoplecostomus bandeirante
- Neoplecostomus botucatu
- Neoplecostomus canastra
- Neoplecostomus corumba
- Neoplecostomus doceensis
- Neoplecostomus espiritosantensis
- Neoplecostomus franciscoensis
- Neoplecostomus granosus
- Neoplecostomus jaguari
- Neoplecostomus langeanii
- Neoplecostomus microps
- Neoplecostomus paranensis
- Neoplecostomus paraty
- Neoplecostomus ribeirensis
- Neoplecostomus selenae
- Neoplecostomus variipictus
- Neoplecostomus yapo

Gatunkiem typowym jest Plecostomus microps (N. microps).